# Grand-Charmont
Grand-Charmont è un comune francese di 5 213 abitanti situato nel dipartimento del Doubs nella regione della Borgogna-Franca Contea.

## Società

### Evoluzione demografica
Abitanti censiti